# Vuopio (Pajala socken, Norrbotten)
Vuopio är en sjö i Pajala kommun i Norrbotten och ingår i Torneälvens huvudavrinningsområde. Sjön har en area på 0,12 kvadratkilometer och ligger 230 meter över havet. Vuopio ligger i Torne och Kalix älvsystem Natura 2000-område.

## Delavrinningsområde
Vuopio ingår i det delavrinningsområde (756056-182819) som SMHI kallar för Vid mätstation Muonio. Medelhöjden är 262 meter över havet och ytan är 3,22 kvadratkilometer. Räknas de 270 avrinningsområdena uppströms in blir den ackumulerade arean 9 589,76 kvadratkilometer. Muonioälven (Njärrejåkkå) som avvattnar avrinningsområdet har biflödesordning 2, vilket innebär att vattnet flödar genom totalt 2 vattendrag innan det når havet efter 318 kilometer. Avrinningsområdet består mestadels av skog (73 procent) och sankmarker (20 procent). Avrinningsområdet har 0,15 kvadratkilometer vattenytor vilket ger det en sjöprocent på 4,6 procent.